# Richard Fitter
Richard Sidney Richmond Fitter,  né le 1er mars 1913 à Streatham (quartier de Londres) et mort le 3 septembre 2005 à Cambridge en Angleterre, est un naturaliste, botaniste et ornithologue britannique.
Spécialiste des fleurs sauvages, il a écrit plusieurs guides à l'intention des naturalistes amateurs. 

## Ouvrages
- (en) Richard Fitter (préf. The Duke of Edinburgh, ill. John Leigh-Pemberton (en), introduction de Peter Scott), Vanishing Wild Animals of the World, Londres, Midland Bank Ltd - Kaye & Ward Ltd, 1968, 144 p.
- Richard Fitter (trad. de l'anglais par Jeanne Germain, préf. Jean Dorst, ill. John Leigh-Pemberton, introduction de Peter Scott), Les Animaux Sauvages en voie de disparition dans le monde [« Vanishing Wild Animals of the World »], Paris, Arthaud, 1970, 144 p.